# Saint-Germain-sur-Bresle
Saint-Germain-sur-Bresle is een gemeente in het Franse departement Somme (regio Hauts-de-France) en telt 185 inwoners (1999). De plaats maakt deel uit van het arrondissement Amiens.

## Geografie
De oppervlakte van Saint-Germain-sur-Bresle bedraagt 8,8 km², de bevolkingsdichtheid is 21,0 inwoners per km².
De onderstaande kaart toont de ligging van Saint-Germain-sur-Bresle met de belangrijkste infrastructuur en aangrenzende gemeenten.

## Demografie
Onderstaande figuur toont het verloop van het inwonertal (bron: INSEE-tellingen).